# Зимин, Василий Васильевич (протоиерей)
Василий Васильевич Зими́н (1854, село Коленцы, Рязанская губерния — 1930,  село Никольское Буйцы Епифанского уезда Тульской губернии) — священнослужитель Русской православной церкви, протоиерей Рязанской Епархии, настоятель Покровской церкви села Одоевщина Данковского уезда Рязанской губернии в 1880—1918 годах.

## Биография

### Ранние сведения
Василий Васильевич Зимин родился в селе Коленцы Пронского уезда Рязанской губернии в семье церковнослужителя. В 1877 году окончил Рязанскую духовную семинарию.

### Деятельность священника и благочинного
После окончания Рязанской духовной семинарии, ввиду отсутствия места, некоторое время исполнял обязанности учителя Пронского городского приходского училища. После женитьбы на Марии Николаевне Перехвальской — дочери приходского священника Николая Васильевича Перехвальского, вышедшего к тому моменту в отставку, получил в 1880 году его приход в Покровской церкви села Одоевщина Данковского уезда Рязанской губернии Российской Империи. (ЦВ № 19, 1880) (АК 1898 — ПК 1914).
Назначен помощником окружного миссионера во 2-м благочинническом округе Данковского уезда Рязанской губернии (1889, № 6). Назначен членом благочиннического совета во 2-м благочинническом округе Данковского уезда Рязанской губернии (1890, № 13).
В 1891 году В. В. Зиминым на частные пожертвования открыта даровая столовая для голодающих прихожан села Одоевщина, — на первое время на 60 человек; а жителям дальних деревень прихода производилась по мере средств раздачи муки. С 1 декабря минувшего года предположено было открыть отделение этой столовой на 30 человек при селе Ярославы, заведовать которой поручено местному священнику К.Бургову (прибавления к ЦВ № 1 и № 4, 1892, РЕВ № 24).
Почётный член Попечительства о бедных учениках Данковского духовного училища и жертвователей за 1910—1911 учебный год.
Протоиерей (ПК 1914). Благочинный 2-го округа Данковского уезда Рязанской губернии (АК 1912 — ПК 1914).
Председатель Одоевщинского общества потребителей (ПК 1914).
По данным ГАЛО, служил настоятелем в Покровской церкви села Одоевщина Данковского уезда Рязанской губернии до 1918 года, проживая вместе с семьей сына Владимира Зимина и своей старшей сестрой Анной Васильевной.
С начала 1929 года, из-за гонений со стороны органов советской власти, вынужден был «бежать» из села Одоевщина в город Моршанск Тамбовской губернии к своему сыну Михаилу, работавшему там врачом. Дом, в котором Василий Васильевич прожил долгие годы вместе со своей семьей, он оставил вдове сына Владимира и трем её детям, с ними же осталась и престарелая Анна Васильевна. Быстро поняв, что в городе Моршанске тяжело скрыться от карающих органов советской власти, переехал на станцию Вернадовка к своему младшему сыну Евгению, работавшему там в то время уездным врачом.
Из-за вынужденного переезда семьи Михаила Васильевича Зимина из города Моршанска на станцию Вернадовка (сам Михаил Васильевич был арестован), Василий Васильевич Зимин отправился оттуда в село Никольское Буйцы Епифанского уезда Тульской губернии к старшему сыну Николаю, где и умер.

## Награды
- Набедренник (1887)(КВ, 1914)
- Скуфья (ЦВ № 2-3 1892)[4]
- Камилавка (1896) (КВ, 1914)
- Благодарность попечителя Московского округа (1901) (КВ, 1914)
- Наперсный золотой крест, выдаваемый от Священного Синода (24 апреля 1902 года, ЦВ № 18-19 1902) (КВ, 1914)
- Орден Святой Анны 3-й степени (1907) (КВ, 1914)[1]

## Употребляемые сокращения
- ЦВ — Церковные ведомости.
- КВ — Клировые ведомости.
- АК — Адрес-календарь Рязанской губернии.
- ПК — Памятная книжка Рязанской губернии.
- ГАЛО — Государственный архив Липецкой области.